# Cellule Club

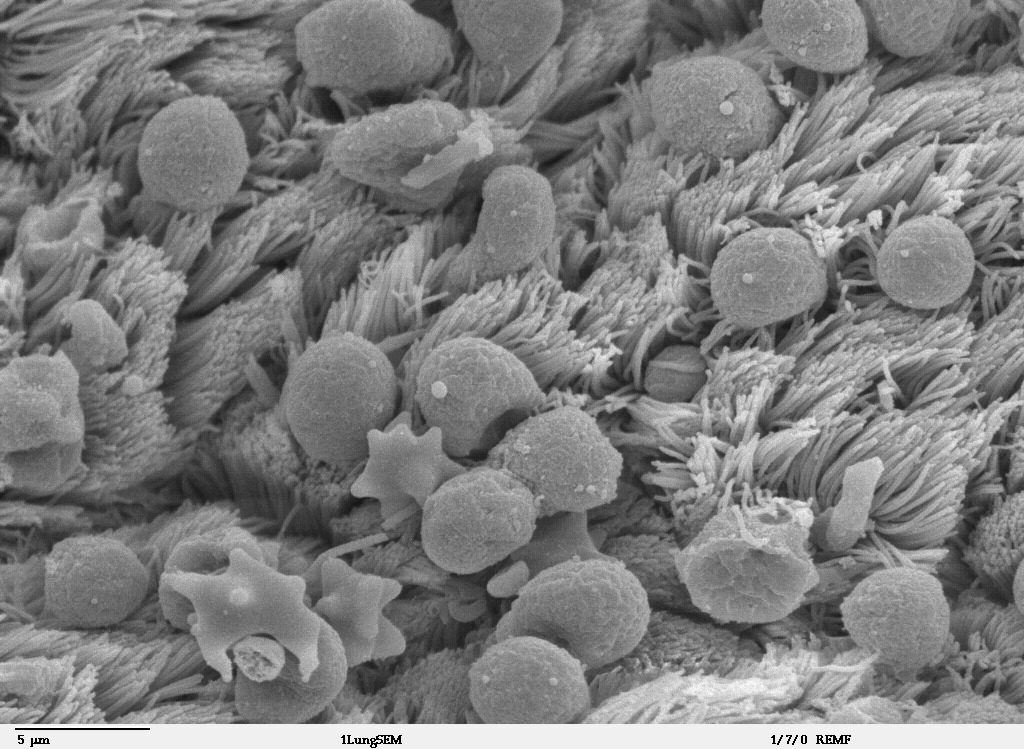
Cellules club et cellules ciliées au sein d'un épithélium bronchique, au microscope électronique à balayage

Les cellules exocrines bronchiolaires sont également connues familièrement sous le nom de cellules Club dans certains cercles scientifiques, et anciennement appelées « cellules de Clara », sont retrouvées dans l'épithélium des voies respiratoires. Elles sont multifonctionnelles et ont notamment un rôle de détoxification, anti-inflammatoire et anti-oxydant.

## Histoire du nom
La cellules club étaient appelées auparavant « cellule de Clara » du fait de leur découverte par Max Clara (1899-1966), en 1937. Clara était un membre actif du Parti Nazi et utilisait le corps des prisonniers exécuté par le Troisième Reich pour ses expériences – incluant la découverte des cellules Club. Plusieurs revues scientifiques prestigieuses, dans des éditoriaux (dont le journal de l’«American Thoracic Society», «European Respiratory Society» et «American College of Chest Physicians »), ont conclu que continuer à nommer ces cellules par le nom de Clara serait l’équivalent de lui rendre hommage,,. Ils ont donc proposé le changement de nom en faveur de cellules club ou en dôme. Il en est de même pour la « Clara cell secretory protein (CSSP)» qui se nomme désormais « Club cell secretory protein (CSSP)».

## Micro-anatomie
Les cellules club sont présentes en grande majorité à la jonction entre les voies conductrices et les alvéoles, au niveau des bronchioles terminales. Elles sont de forme cuboïdales et leur pôle apical forme un dôme contenant de nombreuses granulation hétérogènes, certaines positive au PAS (acide périodique de Schiff), d'autre contenant des protéines sécrétés telles que la SCGB1A1/CSSP ou certaines protéines de surfactant pulmonaire. Elles jouent le rôle des cellules caliciformes et des cellules basales qui sont absentes à ce niveau puisqu'elles possèdent des propriétés sécrétrices et de renouvellement,.

## Origine
Les cellules club, comme toutes les cellules de l'épithélium bronchique à l’exception des cellules neuroendocrines, dérivent de l’endoderme puis de la partie ventrale de l’intestin antérieur. La différenciation et la maturation fonctionnelles de cellules club est modulée par les voies de signalisation Wnt et Notch, et une inhibition de JAG 1 et 2 provoque une perte presque complète des cellules club au profit de des cellules ciliée chez la souris.

## Fonctions de la cellule club
Les cellules club forment 20% de l’épithélium des bronchioles terminales, chez l’humain alors qu’elle occupe 90% de l’épithélium bronchique murin. Cette large distribution va de pair avec le nombre de fonctions qu’elles assurent.

### Protection
Elles protègent l’épithélium bronchique via la sécrétion de SCGB1A1 (aussi appelée CCSP ou CC16) et d’une solution similaire au surfactant pulmonaire composé de SP-A (surfactant protein-A), SP-B et SP-D.

### Régénération
Après une érosion de l’épithélium les cellules club peuvent se différencier en cellules ciliées, en cellules caliciformes ou même se dédifférencier en cellules basales,. Leur contribution dans la régénération quotidienne de l’épithélium au niveau distal est importante. Les cellules club sont des cellules progénitrices facultatives, c’est a dire qu’elles sont différenciées mais peuvent revenir à un état de progéniteur,.

### Sécretion de SCGB1A1
La protéine SCGB1A1/CCSP (club cell secretory protein)/CC10/CC16 est une des principales protéines sécrétée par les cellules club et possède une activité anti-inflammatoire via l’inhibition de la PLA2 (phospholipase A2).
Elle est également immuno-modulatrice via l’inhibition de la synthèse d’IFNγ, TNF-alpha et IL-1. SCGB1A1 permet aussi l’augmentation de l’activité phagocytaire tout en inhibant le chimiotactisme des leucocytes,.
Cette protéine a aussi avoir un pouvoir anti-oxydant: des souris déficiente en SCGB1A1 exposées à de forte dose d’O2 ont une espérance de vie moindre que leurs homologues possédant un phénotype sauvage.

### Détoxification
L'activité de détoxification des club cells est médiée par le cytochrome CYP2F1 chez l'Homme et Cyp2f2 chez la souris, les deux protéines appartenant à la famille des cytochrome P450 (CYP450). Les CYP450 interviennent dans les réactions d'oxydo-réduction afin de polariser les toxiques pour favoriser leur élimination par le rein.

## Pathologie
Les cellules club sont impliquées dans plusieurs maladies chronique telles que l’asthme et la bronchopneumopathie chronique obstructive (BPCO). On remarque que le nombre de cellule club et la sécrétion de SCGB1A1 diminuent au cours de ces deux pathologies ce qui induit une hausse de l'inflammation .
Elles sont aussi la cible privilégié du virus Influenza A et chez la souris du virus Sendaï via la tryptase clara qui va respectivement cliver l’hémagglutinine H0 et le glycopeptide F permettant l’activation du pathogène,.
Le cytochrome P450 contenu dans les cellules club transforme certaines molécules en métabolite actif et toxique, notamment le Naphtalène qui est présent dans la fumée de cigarette et qui était utilisé comme anti-mite. Le naphtalène est donc très utilisé en recherche pour détruire sélectivement les cellules club chez la souris qui possèdent le Cyp2f2 métabolisant bien mieux le naphtalène que le CYP2F1 présent chez l’Homme.